# Euryglossa schomburgki
Euryglossa schomburgki är en biart som beskrevs av Cockerell 1910. Euryglossa schomburgki ingår i släktet Euryglossa och familjen korttungebin. Inga underarter finns listade i Catalogue of Life.

## Bildgalleri

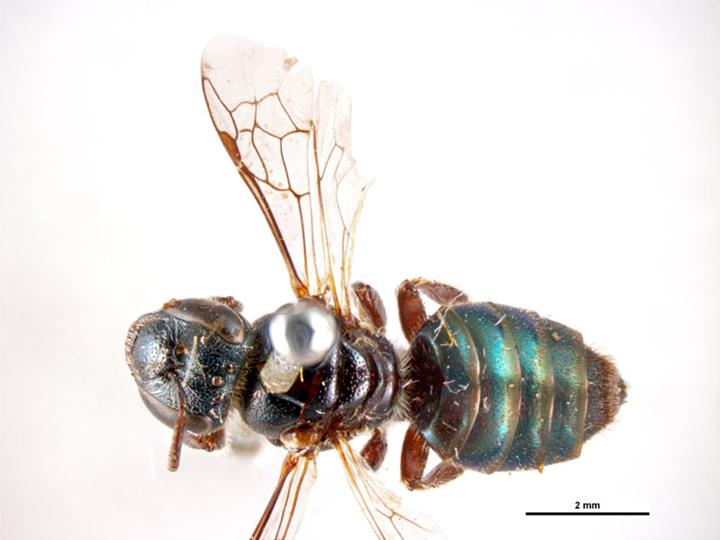